# Gilberto Giles-Sosa
Gilberto Giles-Sosa (Houston, 3 de julio de 1997), más conocido como Gilbert/Gilberto Sosa, es un director de cine, actor, fotógrafo, YouTuber y empresario estadounidense de ascendencia mexicana.

## Primeros años y carrera
Sosa nació el 3 de julio de 1997 en Houston, Texas, de padres mexicanos originarios de los estados de Guerrero y Michoacán. Se graduó de la preparatoria Episcopal High School (Bellaire, Texas), en 2016, donde formó parte de un programa avanzado de cineastas, aprendiendo sobre cinematografía.
Durante su último año de preparatoria, su cortometraje fue seleccionado para proyectarse en el festival South by Southwest 2016 (SXSW). En este festival, Sosa tuvo la oportunidad de conocer a la primera dama de Estados Unidos, Michelle Obama, y al director de cine J.J. Abrams.
Meses después, se mudó a Los Ángeles, California, donde fue interno en el colectivo de entretenimiento Team 10, dirigido por Jake Paul. Tras un mes de prácticas, le ofrecieron un puesto de tiempo completo, decisión que tomó en lugar de regresar a Texas para su primer año en la Universidad de Texas en Austin, donde había obtenido una beca completa para estudiar comunicaciones y relaciones públicas.
De 2017 a 2018, Sosa formó parte del Dosogas Team, un proyecto del canal de YouTube Dosogas, que en ese entonces contaba con más de 5 millones de suscriptores. Dosogas Team era conocido por publicar videos diarios en un formato similar a un reality show, lo cual era poco común en la comunidad hispanohablante de YouTube en ese momento. El canal alcanzó más de mil millones de visitas. Sosa dejó el grupo en 2018 debido a diferencias con otros miembros, y ese mismo año el grupo se disolvió.
En 2019, Sosa regresó a Los Ángeles, donde comenzó a trabajar como fotógrafo para varios artistas, influencers y actores, entre ellos Angus Cloud para la revista GQ. Además, continuó dirigiendo cortometrajes. Uno de sus cortometrajes más vistos es "First Timers", que narra la historia de una joven pareja que rompe su voto de celibato. El cortometraje, publicado en YouTube en diciembre de 2019, ha superado los 50 millones de visualizaciones.
En 2021, Sosa fundó su propia empresa de gestión de talentos emergentes en redes sociales. Ese mismo año, lanzó TejasHouse, una de las primeras casas de creación de contenido bilingüe con sede en Texas, que buscaba representar la diversidad dentro de las comunidades latinas a través del contenido de sus creadores.
Posteriormente, Sosa creó StoryHouze, una iniciativa que reunió a influencers con millones de seguidores con un enfoque en la filantropía. El objetivo era utilizar la plataforma de estos creadores no solo para generar contenido, sino también para promover causas sociales y motivar a otros a contribuir.
En 2022, lanzó COMPA, un colectivo de creadores de contenido que ofreció apoyo mutuo entre sus integrantes. El proyecto incluyó una serie de eventos en ciudades de Estados Unidos como Houston, San Antonio, Los Ángeles y Chicago, donde los creadores participaron en encuentros comunitarios y activaciones.
A finales de 2022, Sosa comenzó a enfocarse en trabajar con creadores interesados en la actuación y en hacer comedia o vlogs para inspirar a sus seguidores. Actualmente continúa dirigiendo su empresa y gestionando talentos digitales y actores en Estados Unidos.

## Filmografía
| Año  | Título                | Rol      | Notas      |
| ---- | --------------------- | -------- | ---------- |
| 2016 | Endeavor by DoubleDVE | Director | Short film |
| 2018 | Momo                  | Director | Short film |
| 2019 | A Bloody Christmas    | Director | Short film |
| 2019 | First Timers          | Director | Short film |
| 2021 | Unprecedented         | Director | Short film |